# Ulu-Halbinsel
Die Ulu-Halbinsel ist derjenige Teil der westantarktischen James-Ross-Insel, der sich nordwestlich des Isthmus zwischen der Röhss-Bucht und der Croft Bay befindet. Die Halbinsel reicht vom Kap Obelisk bis zum Kap Lachman.
Das UK Antarctic Place-Names Committee verlieh ihr 1987 einen deskriptiven Namen, da sie in der Aufsicht an die Form eines Ulu erinnert, eines traditionell von Eskimos benutzten Messers.